# 山根和夫
山根 和夫（やまね かずお、1955年8月2日 - ）は、岡山県真庭郡勝山町（現・真庭市）出身の元プロ野球選手（投手）・コーチ、解説者・評論家。
実兄は都市対抗に20年連続出場を果たした鈴木政明投手。

## 経歴
勝山高校では2年秋の県大会ベスト4、卒業後は日本鋼管福山に入社し、エース・田村忠義の控え投手であったが、右の本格派として早くから注目されていた。1975年のドラフトで広島東洋カープから2位指名されるも、会社に慰留されたこともあり、1976年の都市対抗に出場。
1977年に入団し、入団当時はチームで一番球が速く150km/hほど出ていたが、コントロールが悪く投球を問題視されていた。しかし投手コーチに選手生命をかけてフォーム改造を直訴すると、フォームをノーワインドアップのスリー・クォーターにしてコントロールが安定した。直球のスピードは落ちたが、新しく覚えた浅い握りの高速フォークが武器となった1979年には先発陣の一角を占め8勝を記録。日本シリーズの相手の近鉄は同年5月から翌1980年9月にかけて公式戦215試合連続得点という日本記録を達成し、この年もプレーオフを含めて無得点は1試合で、それも3人の継投による零封であったが、山根は第5戦（広島市民）で2安打の完封勝利を挙げた。日本一を決めた第7戦（大阪）も先発で5回0/3を3失点で勝利投手となり、同シリーズ2勝1敗、防御率1.80で最優秀投手に選出された。1980年も近鉄（同年もプレーオフを含めて公式戦無得点が1試合のみ）を相手に日本シリーズの第4戦で2安打で完封勝利を挙げ、第7戦でも先発で6回3失点で勝利投手となった。その後も主力投手として活躍。
1984年にはレギュラーシーズンではチーム最多の16勝やリーグ最多タイ（同い年江川卓_(野球)と並ぶ）3完封を挙げ、4年ぶりの優勝に貢献。また日本シリーズに弱かったエース・北別府学に代わり、シリーズの主戦投手として活躍。特に阪急との日本シリーズで3試合に先発し、この年打撃三冠王を獲ったブーマー・ウェルズを鋭いシュートで完璧に抑えチームに3度目の日本一をもたらした。
1985年から肩痛に苦しめられ、このシーズンは未勝利に終わる。
1986年オフに金銭トレードで西武ライオンズへ移籍。
1988年に中継ぎ、抑えで復活し、4年ぶりの勝利を含む5勝2セーブを挙げて西武の日本一に貢献。
1989年にも6勝とチームトップで自己最多の4セーブを記録するがチームは五連覇を逃してしまった。
1990年にはリリーフ陣が再編された影響もあり登板機会が無くなる。同年引退。
引退後はスポーツニッポン野球評論家（1991年 - 1996年）を経て、日本ハムファイターズで二軍投手コーチ（1997年）→一軍投手コーチ（1998年 - 1999年）を務めた。

## 人物
- 達川光男が正捕手になるきっかけを作ったのは山根である（詳細は達川の項を参照）。
- 結婚の際に妻方の姓を選択したため、現在の本姓は「清水」である。だが、「野球に関わる仕事をしている時は『山根』の方が通りがいいだろう」ということで、選手・コーチとしてユニフォームを着ている間は「山根和夫」の名でリーグに登録していた他、野球評論家・解説者としても「山根」姓を使用していた。
- 1984年の日本シリーズで優勝のかかった第7戦に先発。そのまま完投勝利で日本シリーズ胴上げ投手となったが、試合が終了した瞬間にマウンドに駆け寄った捕手の達川がそのまま山根に飛び付き、投手の山根が受け止めて喜びを表現した。広島はこのシリーズを最後に日本一になってないため今のところ（2023年現在）広島最後の日本シリーズ胴上げ投手となっている。

## 詳細情報

### 年度別投手成績
| 年 度      | 球 団      | 登 板 | 先 発 | 完 投 | 完 封 | 無 四 球 | 勝 利 | 敗 戦 | セ 丨 ブ | ホ 丨 ル ド | 勝 率 | 打 者 | 投 球 回 | 被 安 打 | 被 本 塁 打 | 与 四 球 | 敬 遠 | 与 死 球 | 奪 三 振 | 暴 投 | ボ 丨 ク | 失 点 | 自 責 点 | 防 御 率 | W H I P |
| ---------- | ---------- | ----- | ----- | ----- | ----- | -------- | ----- | ----- | -------- | ----------- | ----- | ----- | -------- | -------- | ----------- | -------- | ----- | -------- | -------- | ----- | -------- | ----- | -------- | -------- | ------- |
| 1977       | 広島       | 9     | 0     | 0     | 0     | 0        | 0     | 0     | 0        | --          | ----  | 52    | 12.0     | 11       | 2           | 7        | 0     | 0        | 8        | 1     | 0        | 7     | 3        | 2.25     | 1.50    |
| 1978       | 広島       | 2     | 0     | 0     | 0     | 0        | 0     | 0     | 0        | --          | ----  | 3     | 0.1      | 2        | 0           | 0        | 0     | 0        | 0        | 0     | 0        | 1     | 1        | 27.00    | 6.00    |
| 1979       | 広島       | 27    | 14    | 5     | 2     | 1        | 8     | 4     | 0        | --          | .667  | 537   | 130.1    | 129      | 12          | 23       | 6     | 2        | 83       | 2     | 0        | 48    | 42       | 2.91     | 1.17    |
| 1980       | 広島       | 35    | 33    | 14    | 2     | 3        | 14    | 13    | 0        | --          | .519  | 958   | 230.2    | 233      | 24          | 53       | 6     | 1        | 112      | 2     | 0        | 90    | 76       | 2.96     | 1.24    |
| 1981       | 広島       | 29    | 28    | 14    | 3     | 6        | 12    | 11    | 0        | --          | .522  | 794   | 195.1    | 199      | 18          | 28       | 5     | 3        | 94       | 0     | 1        | 80    | 67       | 3.09     | 1.16    |
| 1982       | 広島       | 30    | 29    | 10    | 1     | 2        | 7     | 12    | 0        | --          | .368  | 823   | 191.2    | 209      | 19          | 43       | 6     | 4        | 66       | 3     | 2        | 84    | 72       | 3.38     | 1.31    |
| 1983       | 広島       | 34    | 29    | 9     | 1     | 3        | 10    | 13    | 2        | --          | .435  | 884   | 207.2    | 212      | 27          | 53       | 2     | 4        | 67       | 0     | 0        | 100   | 88       | 3.81     | 1.28    |
| 1984       | 広島       | 32    | 32    | 13    | 3     | 2        | 16    | 8     | 0        | --          | .667  | 920   | 222.0    | 224      | 25          | 50       | 1     | 4        | 102      | 4     | 0        | 90    | 84       | 3.41     | 1.23    |
| 1985       | 広島       | 10    | 4     | 0     | 0     | 0        | 0     | 2     | 0        | --          | .000  | 88    | 18.2     | 31       | 6           | 5        | 0     | 0        | 8        | 0     | 0        | 20    | 20       | 9.64     | 1.93    |
| 1986       | 広島       | 1     | 1     | 0     | 0     | 0        | 0     | 0     | 0        | --          | ----  | 11    | 2.0      | 3        | 0           | 2        | 0     | 0        | 0        | 0     | 0        | 1     | 1        | 4.50     | 2.50    |
| 1987       | 西武       | 6     | 0     | 0     | 0     | 0        | 0     | 0     | 0        | --          | ----  | 33    | 7.0      | 5        | 1           | 7        | 0     | 1        | 4        | 0     | 0        | 2     | 2        | 2.57     | 1.71    |
| 1988       | 西武       | 32    | 0     | 0     | 0     | 0        | 5     | 0     | 2        | --          | 1.000 | 199   | 49.1     | 36       | 4           | 17       | 5     | 0        | 39       | 0     | 0        | 8     | 7        | 1.28     | 1.07    |
| 1989       | 西武       | 31    | 0     | 0     | 0     | 0        | 6     | 1     | 4        | --          | .857  | 228   | 53.1     | 54       | 7           | 16       | 3     | 1        | 29       | 0     | 0        | 25    | 23       | 3.88     | 1.31    |
| 通算：13年 | 通算：13年 | 278   | 170   | 65    | 12    | 17       | 78    | 64    | 8        | --          | .549  | 5530  | 1320.1   | 1348     | 145         | 304      | 34    | 20       | 612      | 12    | 3        | 556   | 486      | 3.31     | 1.25    |

- 各年度の太字はリーグ最高

### 表彰
- ベストナイン：1回 （1984年）
- 最優秀投手：1回 （1984年）
- 月間MVP：1回 （1980年7月）
- 日本シリーズ最優秀投手賞：1回 （1979年）
- 日本シリーズ優秀選手賞：1回 （1980年）

### 記録
初記録
- 初登板：1977年8月25日、対読売ジャイアンツ21回戦（広島市民球場）、7回表1死に4番手で救援登板、1回2/3を無失点
- 初奪三振：同上、7回表に河埜和正から
- 初勝利：1979年7月12日、対読売ジャイアンツ15回戦（広島市民球場）、2回表に2番手で救援登板、6回2/3を無失点
- 初先発：1979年7月31日、対読売ジャイアンツ16回戦（広島市民球場）、5回0/3を2失点
- 初先発勝利・初完投勝利・初完封勝利：1979年8月5日、対ヤクルトスワローズ17回戦（明治神宮野球場）
- 初セーブ：1983年10月3日、対読売ジャイアンツ25回戦（浜松球場）、6回裏2死に3番手で救援登板・完了、3回1/3を1失点

その他の記録
- オールスターゲーム出場：2回 （1980年、1984年）

### 背番号
- 35 （1977年 - 1979年）
- 17 （1980年 - 1990年）
- 84 （1997年 - 1999年）